# Aeroportul Tambov Donskoye
Aeroportul Tambov Donskoye (IATA: TBW, ICAO: UUOT) este un aeroport din Regiunea Tambov, Rusia ce deservește zona Donskoe⁠(d). Aeroportul a fost tranzitat în 2021 de 31.826 de pasageri.
Situat la o altitudine de 126 m, aeroportul dispune de o singură pistă.